# Венус (фрегат, 1829)
Ве́нус — парусный фрегат Российского Императорского флота, тип «Спешный». Относился к рангу 44-пушечных фрегатов, хотя имел 62 орудия.
Назван в честь фрегата «Венус», взятого в плен 21 мая 1789 года катером «Меркурий», прослужившего в Российском флоте 19 лет и участвовавшего в пяти войнах. Заложен 24 августа 1828 года на Соломбальской верфи (имя при закладке — «Скорый»). Строитель В. А. Ершов. Спущен на воду 19 сентября 1829 года, вошел в состав Балтийского флота.

## Основные характеристики
- Водоизмещение = около 1950 тонн[1];
- Длина по верхней палубе = 48,6 м[1];
- Ширина по мидель-шпангоуту = 12,7 м[1];
- Осадка = 3,9 м[1];
- Арт. вооружение = 62 ор[1]. (24-фн — по штату[3]);
- Экипаж = 340/430 человек[1][2].

## Служба
В 1830 с отрядом перешёл из Архангельска в Кронштадт.
- В 1831,1832, 1834, 1835, 1840, 1843 и 1844 в составе отрядов и эскадр находился в практических плаваниях в Финском заливе и Балтийском море.
- В 1833 и 1836 находился в практических плаваниях для ознакомления гардемаринов с портами и якорными стоянками Финского залива и Балтийского моря.
- 3 июля 1836 года на Кронштадтском рейде участвовал в торжественной встрече Балтийским флотом ботика Петра I.
- В 1838 году тимберован в Кронштадте.
- В 1847 занимал брандвахтенный пост на Кронштадтском рейде.
- Разобран в 1852 году[1][2].

## Командиры
- А. Ф. Рейнеке (1830—1836);
- Н. Б. Никонов (1840—1842);
- П. П. Волоцкой (1843);
- А. И. Барташевич (1844—1846);
- А. А. Бахтин (1847)[1][2].